# Hellmut May
Hellmut May (* 9. Juni 1921; † 11. November 2011 in Richmond, British Columbia) war ein österreichischer Eiskunstläufer, der im Einzellauf startete.
Mays Karriere wurde vom Zweiten Weltkrieg unterbrochen. Er wurde in den 1940er Jahren viermal österreichischer Vize-Meister im Eiskunstlauf, stets hinter Edi Rada. Er nahm 1939 an seiner einzigen Europameisterschaft teil und beendete sie auf den neunten Platz. Bei seiner einzigen Weltmeisterschaftsteilnahme wurde er 1948 Achter. May bestritt zwei Olympische Spiele. 1936 in Garmisch-Partenkirchen belegte er den 14. Platz und 1948 in Sankt Moritz wurde er Achter.
May ging 1954 nach Kanada, ließ sich in Vancouver nieder und wurde später Trainer der kanadischen Eiskunstlaufnationalmannschaft. Er war der erste Trainer von Karen Magnussen. Im Jahr 2010 wurde May in die kanadische Eiskunstlauf Hall of Fame aufgenommen.

## Ergebnisse
| Wettbewerb / Jahr               | 1936 | 1937 | 1938 | 1939 | 1940 | 1941 | 1942 | 1943 | 1944 | 1945 | 1946 | 1947 | 1948 |
| ------------------------------- | ---- | ---- | ---- | ---- | ---- | ---- | ---- | ---- | ---- | ---- | ---- | ---- | ---- |
| Olympische Winterspiele         | 14.  |      |      |      |      |      |      |      |      |      |      |      | 8.   |
| Weltmeisterschaften             |      |      |      |      |      |      |      |      |      |      |      |      | 8.   |
| Europameisterschaften           |      |      |      | 9.   |      |      |      |      |      |      |      |      |      |
| Österreichische Meisterschaften | 3.   | 3.   |      |      | 2.   | 2.   |      |      |      |      | 2.   |      | 2.   |